# Karl von Lewinski
Karl Julius Eduard Alfred von Lewinski (né le 14 janvier 1858 à Glogau et mort le 13 août 1937 à Liegnitz) est un lieutenant général prussien.

## Biographie
Lewinski rejoint le 7e régiment de grenadiers de l'armée prussienne à Liegnitz en 1878 en tant qu'avant-garde et est promu sous-lieutenant l'année suivante. En tant que premier lieutenant, il était adjudant de la 71e brigade d'infanterie à Dantzig. Après avoir été promu capitaine, il devient commandant de compagnie dans son régiment, puis en tant que major, commandant de bataillon dans le 6e régiment de grenadiers à Posen. Promu lieutenant-colonel, il rejoint l'état-major en 1909 du 96e régiment d'infanterie à Gera . Le 22 mars 1912, il est promu colonel et à ce titre Lewinski devient commandant du 3e régiment à pied de la Garde à Berlin.
Avec la mobilisation lors du déclenchement de la Première Guerre mondiale le 2 août 1914, Lewinski reprend la 81e brigade d'infanterie (de) à Lübeck et promu général de division le 19 août 1914. La brigade appartenait initialement à la défense côtière, mais est ensuite affectée aux troupes de sécurité de Louvain et de Malines en Belgique. En France, il combat lors de la bataille de Noyon
Le 19 décembre 1914, il est nommé commandant de la 4e brigade d'infanterie de la Garde à Ypres. Cette dernière est déplacée vers le front de l'Est au printemps 1915, y pénètre le 2 mai près de Golice-Tarnów et avance vers le San près de Jaroslau le 19. Ici, il est grièvement blessé et deux jours plus tard transféré aux officiers de l'armée. Ayant récupéré, Lewinski reçoit le commandement le 31 août 1915 de la 40e brigade d'infanterie, qui quitte peu après la Russie pour le front occidental. Elle se trouve dans un premier temps devant Anvers avant de participer à la bataille d'automne en Champagne. Les régiments de la brigade - 77e (de), 79e (de) et 92e (de) - ayant subi d'énormes pertes en très peu de temps, la brigade est à nouveau retirée de la bataille.
Le 26 mai 1916, Lewinski est nommé commandant de la 5e brigade d'infanterie de la Garde au sein de la 4e division d'infanterie de la Garde, qui combat sur les hauteurs de Vimy, au nord-est d'Arras. Lors de la bataille de la Somme, la division est déployée d'abord au sud puis au nord de Péronne. Le 6 septembre, l'Empereur nomme Lewinski commandant de la nouvelle 211e division d'infanterie. Il combat d'abord avec eux sur la Somme, puis passe à la 7e armée et combat sur l'Aisne. La bataille du Printemps débute le 16 avril 1917, au cours de laquelle il se distingue en dirigeant la défense contre les troupes françaises. En reconnaissance de ses services, son commandant général, le lieutenant-général Kühne, dépose une candidature pour l'attribution du Pour le Mérite.
Lors de l'offensive du printemps 1918, la division est subordonnée jusqu'en mars 1918 à la 18e armée avant de rejoindre à nouveau la 7e armée. Elle participe à la conquête et à la défense de la forêt de Saint-Gobain. Sur l'aile droite de l'armée, elle participe à la bataille de Soissons de fin mai à début juin. Dans le cadre de la 9e armée, la division est déployée dans l'offensive française près et au sud de Soissons. Après la fin de la bataille, la 211e division d'infanterie est dissoute.
Le 10 juin, Lewinski est promu lieutenant général et prend brièvement la tête de la 8e division de réserve royale bavaroise (de) au nord de Reims. Le 15 août 1918, il reçoit le commandement de la 5e division de Landwehr au sein du détachement d'armée C à l'ouest de la Moselle. Le 20 octobre 1918, l'empereur le nomme commandant de la 195e division d'infanterie. La division, composée de bataillons de chasseurs à pied, combat à la bataille de Vouziers. Il dirige la division pendant la retraite jusqu'à l'armistice du 11 novembre 1918. Après que la division ait été rapatriée et démobilisée, il présente sa demande de démission. Cela est respecté le 17 janvier 1919.

## Récompenses
- Ordre de l'Aigle rouge de 3e classe avec boucle[7]
- Ordre de la Couronne de 3e classe[7]
- Croix de décoration du service prussien[7]
- Croix d'officier de la Croix d'honneur reussoise[7]
- Croix d'honneur d'officier de l'ordre de la Maison de Lippe[7]
- Croix d'honneur de Schwarzbourg de 1re classe[7]
- Ordre russe de Sainte-Anne de 2e classe[7]
- Croix hanséatique de Lübeck le 4 novembre 1915[8]